# Podelmis quadriplagiata
Podelmis quadriplagiata là một loài bọ cánh cứng trong họ Elmidae. Loài này được Motschulsky miêu tả khoa học năm 1859.